# Estación A.J. Ernststraat
A.J. Ernststraat es una parada de tranvía dentro de la ciudad de Ámsterdam, Países Bajos. La parada da servicio a las líneas de tranvía 5 y 25. La línea 25, denominada Amsteltram antes de recibir su número de línea, se inauguró oficialmente el 13 de diciembre de 2020, extraoficialmente 4 días antes, el 9 de diciembre.
Las líneas de tranvía 5 y 25 paran aquí . De 1990 a 2019, el tren ligero 51 también paraba aquí. La parada se encuentra en la mediana de Buitenveldertselaan, en Arent Janszoon Ernststraat, y cuenta con dos andenes laterales. Hasta el 3 de marzo de 2019, la línea 51 contaba con un tramo elevado de 65 metros y la línea 5 con un tramo bajo de 30 metros.
Antes de ser reconstruida en 2019 y 2020, la parada servía tanto a los tranvías de piso bajo de la línea 5 de tranvía como a los tranvías de piso alto de la línea 51 de metro, un servicio híbrido de metro/tranvía exprés (tren ligero) que abrió en 1990. Ambas líneas 5 y 51 compartían el mismo par de vías pero usaban plataformas adyacentes separadas. Había un par de andenes de bajo nivel para la línea 5 y un par de andenes separados de alto nivel para la línea 51, con escaleras que conectaban los dos niveles de los andenes. A diferencia de la parada actual, la antigua parada estaba ubicada al nivel de la calle y las vías solían cruzar la calle Kronenburg a nivel. En 2019, se canceló el servicio de la línea 51 del metro al sur de la Estación Amsterdam Zuid para reconstruir las estaciones y acomodar solo los tranvías de piso bajo de las líneas 5 y 25.
Tras la renovación de la línea renovada de Amstelveen, que se completó en 2020, cuyas obras comenzaron en la primavera de 2019, la parada AJ Ernststraat se fusionó con la parada De Boelelaan/VU, que se iba a cerrar, en una nueva parada AJ Ernststraat al norte de la intersección Buitenveldertselaan / Arent Janszoon Ernststraat y entró en funcionamiento el 20 de julio de 2020.

## Galería

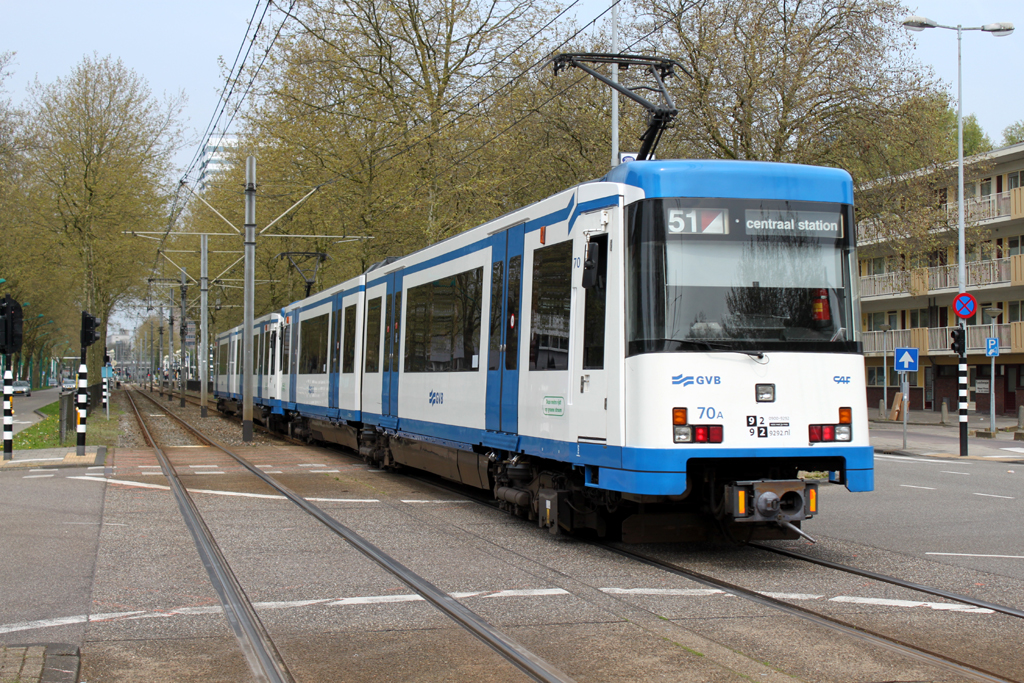
La parada cuando el antiguo Sneltram (Tren Ligero) circulaba allí.
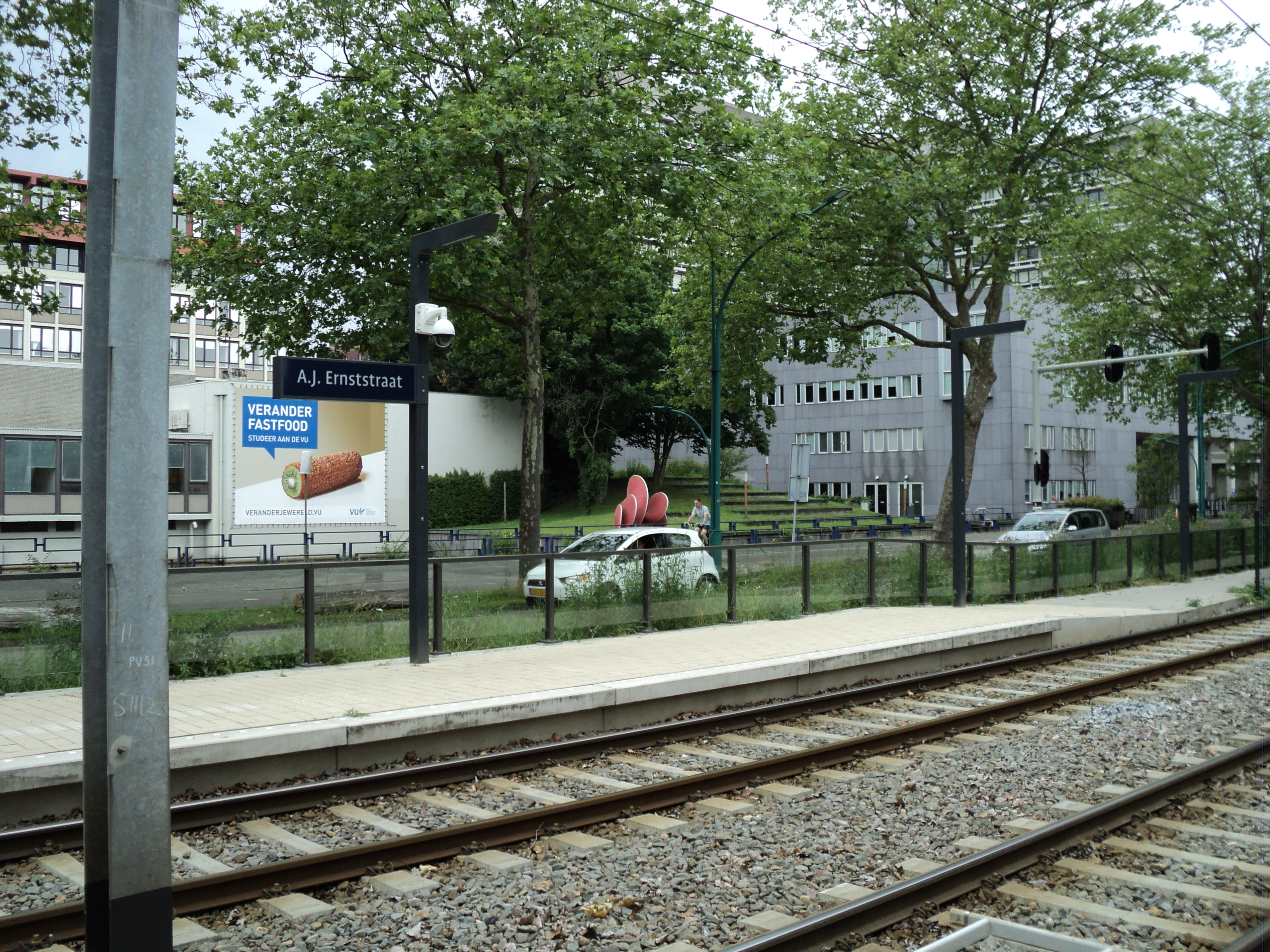
El otro lado de la parada.
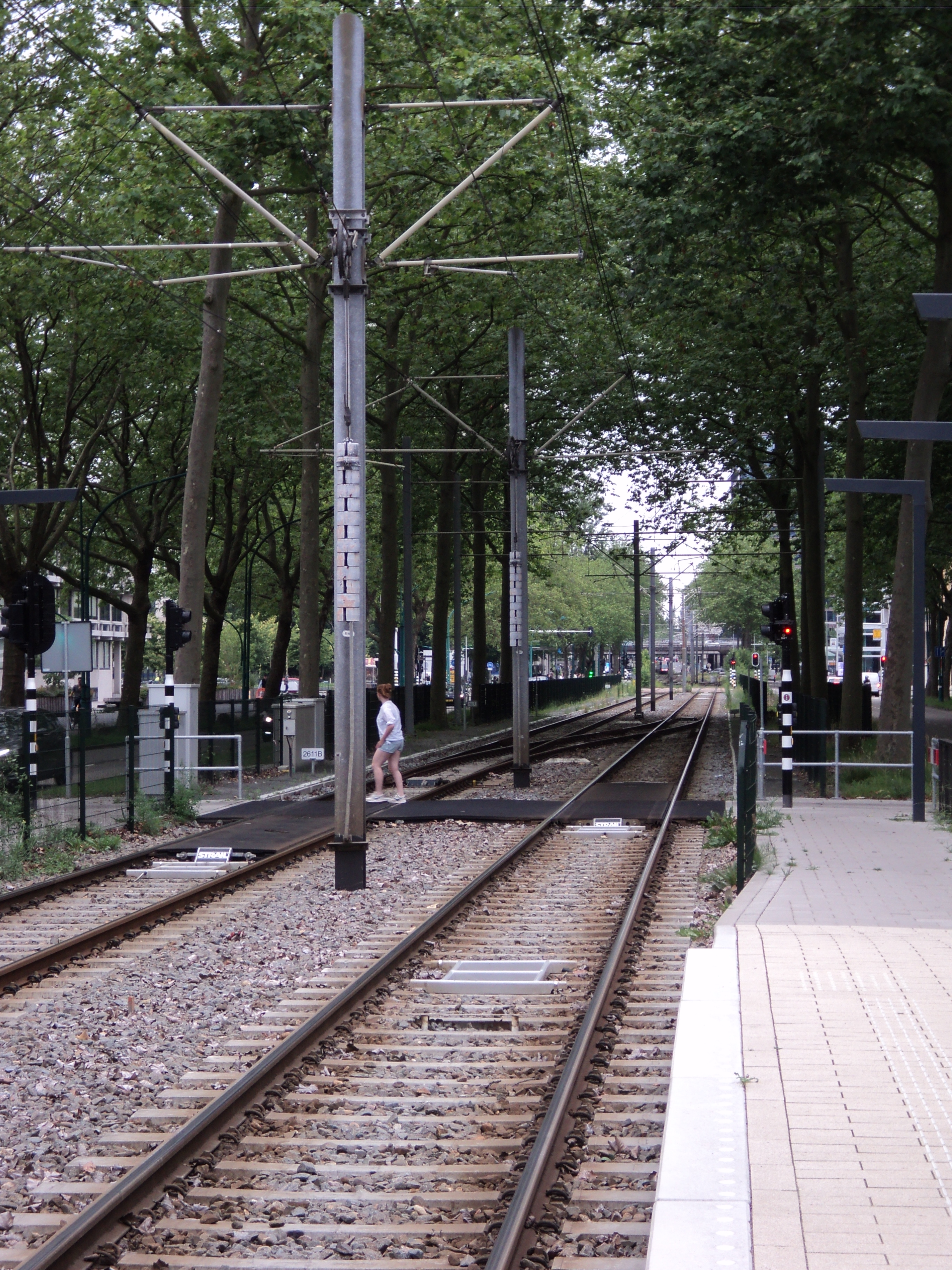
La dirección de la pista hacia Amsterdam Zuid.
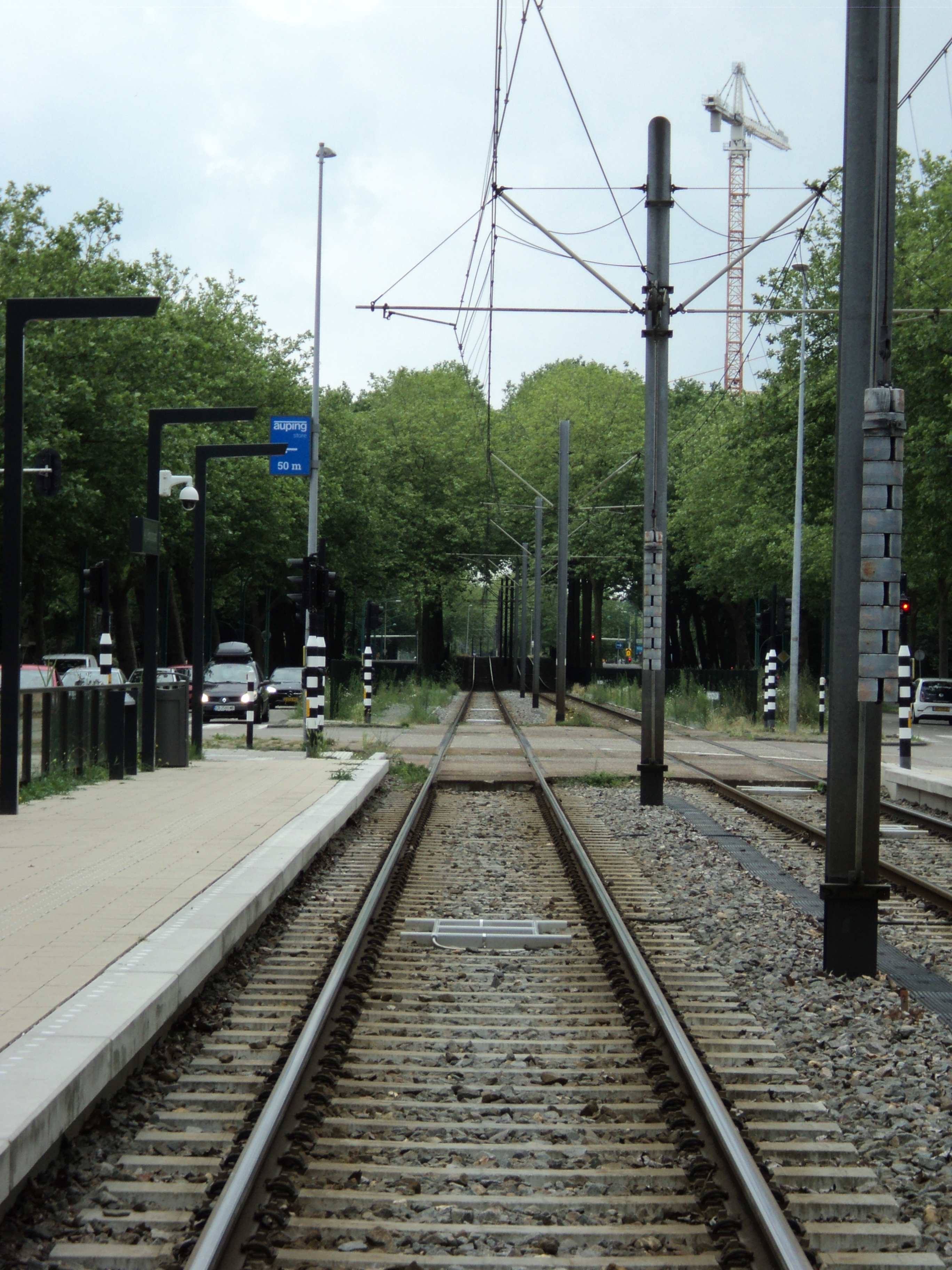
El camino hacia Van Boshuizenstraat.